# Caso Carlinhos
O Caso Carlinhos faz referência ao sequestro do menino Carlos Ramires da Costa (Rio de Janeiro, 21 de julho de 1963 – desaparecido no Rio de Janeiro desde 2 de agosto de 1973), ocorrido em 1973, no Rio de Janeiro, e permanece sem solução.
O caso, repleto de hipóteses, suspeitos e informações controversas, gerou grande repercussão nacional. Carlinhos, uma criança de dez anos, era um dos sete filhos da dona de casa Maria da Conceição Ramires da Costa e do industrial João Mello da Costa, proprietário da indústria farmacêutica Unilabor, em Duque de Caxias.
O menino foi sequestrado em sua residência, invadida por um criminoso que deixou um bilhete, no qual marcou data e local de pagamento do resgate. Com a publicação do bilhete pelo jornal O Globo e grande repercussão subsequente, os sequestradores não compareceram ao local combinado e Carlinhos jamais foi encontrado. Desde então diversas notícias sobre o paradeiro de Carlinhos surgiram, mas nenhuma obteve confirmação nos testes de DNA.
Para o jornalista Celso de Martin Serqueira, que foi a primeira pessoa a chegar ao local do sequestro e que acompanhou o caso, a mãe de Carlinhos, que exibiu comportamento extravagante no curso das investigações, era a principal suspeita do crime na investigação.
Em 26 de junho de 2003, o programa Linha Direta, da TV Globo, exibiu reportagem especial sobre o caso, expondo a versão da mãe de Carlinhos para os acontecimentos.

## História

### Sequestro
Por volta das 20h35min da noite chuvosa da quinta-feira de 2 de agosto de 1973, na residência nº 1606 da Rua Alice, zona sul do Rio de Janeiro, Carlinhos, à época com 10 anos, foi sequestrado. No momento do crime, vestia apenas uma bermuda azul-marinho e assistia a novela Cavalo de Aço, na Rede Globo, juntamente a sua mãe e quatro de seus seis irmãos (Vera Lúcia, de 15 anos; Carmem, de 14; Eduardo, de 13; e João, de 11), quando a luz da casa foi cortada. O sequestrador, um jovem negro vestindo uma blusa vermelha e com cabelo estilo black power, invadiu a residência, pediu "a criança menor que estava em casa" e trancou a mãe e os irmãos de Carlinhos no banheiro. O pai, que fazia uma entrega em Copacabana, chegou ao local pouco depois, juntamente aos outros dois irmãos de Carlinhos (Luciana, de 3 anos; e Roberto, de 8).
Antes da fuga, o sequestrador deixou um bilhete, redigido com erros de português e em letra de forma num pedaço de papel de caderno comum, no qual pedia um resgate no valor de Cr$ 100 mil (equivalentes a R$ 368 mil em valores de 2017), os quais deveriam ser pagos até o dia 4 de agosto. Juntamente a um de seus funcionários, Abel Alves da Silva, o pai de Carlinhos teria perseguido o sequestrador, que entrara com o garoto em um matagal, após pular um muro na Rua Alice. Ambos comunicaram o sequestro a policiais militares.
| “ | Aviso a você que a criança esta em nosso poder e só entregaremos após ser pago o resgate de cem mil cruzeiros. Esta importância deverá cer (sic) em pequeno volume e metido dentro de uma bolsa e deverá cer (sic) depositado ensima (sic) de uma caixa de cimento que fica situada na Rua Alice cruzando com a Rua Dr. Júlio Otoni (sic), junto a duas placa (sic) no dia 4/8/1973 às 02:00 horas, digo duas horas do dia quatro, e lembre si (sic) de que qualquer reação a vítima será liquidada. OBS: Depois de ser feito este depósito deverão seguir em direção ao Rio Comprido e esta carta deverá ser devolvida no ato. | ” |

A caixa de cimento a que se referia o sequestrador em seu bilhete situava-se na esquina das ruas Alice e Doutor Júlio Otoni, no cruzamento onde estavam duas placas do DER indicando os itinerários para o Silvestre, Mirante Dona Marta, Lagoinha, Belvedere e Cidade Nova.
Após tomar conhecimento do caso, o Corpo de Bombeiros e a 9.ª Delegacia da Polícia Civil dirigiram-se para o local, por volta das 21 horas, e passaram a realizar buscas no mato. Rádios, jornais e emissoras de televisão também seguiram para a Rua Alice. As buscas prosseguiram até o início da madrugada, quando foram suspensas, para recomeçarem de manhã cedo.
No dia seguinte, o bilhete do sequestrador foi reproduzido na íntegra pela imprensa. Na data estipulada pelos bandidos, o local do resgate foi tomado por policiais civis disfarçados de vendedores de sorvete e pipoqueiros, além da presença de vários repórteres. No trabalho conjunto em busca do paradeiro de Carlinhos, foram mobilizados agentes do DOPS, da 9.ª Delegacia, da Delegacia de Vigilância Centro e da Delegacia de Roubos e Furtos. João Mello depositou o pacote, que continha apenas algumas cédulas de cem cruzeiros por cima de papéis picados, sobre as caixas de cimento. Nenhum suspeito compareceu ao local.

### Investigação
No dia 4 de agosto de 1973, os policiais deram início a investigação, interrogando diretores da clínica médica Dr. Filizzola, localizada ao lado da casa de Carlinhos, pois um deles, Mário Filizzola, oferecera Cr$ 60 mil para comprar o imóvel, o que foi encarado pela polícia como um possível motivo para o crime. O primeiro suspeito preso, Kleber Ramos, trabalhava como marceneiro na clínica e teria sido contratado para o crime a fim de forçar a venda do imóvel pelo preço estipulado. Sua prisão foi baseada nos relatos de Vera Lúcia, a irmã mais velha de Carlinhos, que recebeu o bilhete das mãos do sequestrador. Como álibi, Kleber alegou ter saído da clínica por volta das 20 horas, em companhia de 3 mulheres, em direção à Praça Mauá, de onde tomou um ônibus com destino a sua casa, no bairro do Éden. Esta versão foi confirmada à polícia por uma das mulheres. Kleber foi libertado após 3 dias de detenção, por um habeas corpus expedido pelo juiz Santiago Dantas, da 14.ª Vara Criminal.
Um outro suspeito, o mecânico José da Silva, apresentou-se na 9.ª Delegacia no mesmo dia. José, que frequentava a casa da Rua Alice, teria tempos antes complicado a situação financeira de João Mello ao deixar de pagar as letras de uma televisão avalizada pelo industrial. A mãe de Carlinhos também esteve no local, porém não o reconheceu como sequestrador. O terceiro suspeito foi apontado por Maria da Conceição, que havia fornecido apenas o primeiro nome à polícia, mas logo fora por esta identificado como Raimundo Pereira Lulu, o qual teria realizado uma tentativa frustrada de seduzir Maria.
No dia 6, o comerciante Celso Vasconcellos de Passos, então com 34 anos, e seu cunhado, Francisco de Almeida, foram detidos. Celso teria uma dívida de cerca de Cr$ 15 mil com João Mello, que, para não ficar no prejuízo, tomou de Celso a sua Variant amarela. No mesmo dia, um funcionário aposentado da Petrobrás, Hildebrando Martins de Castro, de 43 anos, compareceu à residência de Carlinhos para fazer uma proposta. Hildebrando ofereceu um ou dois de seus filhos aos pais de Carlinhos para substituir o menino sequestrado.
Os exames do perito Carlos Éboli revelaram que o bilhete do sequestrador fora escrito 3 dias antes e que os erros gramaticais foram propositais, com o objetivo de confundir os pais dos garotos e as autoridades. As suspeitas recaíram sobre os integrantes da família. Chamou a atenção da polícia o estranho comportamento da mãe, que deixou de ir à sessão espírita que costumava frequentar exatamente na quinta-feira do dia do sequestro. Quando a polícia chegou ao local do crime, Maria da Conceição assistia televisão calmamente. No dia seguinte, chamada para depor na delegacia, pôs sua melhor peruca e pintou os olhos. A polícia foi informada de que a mãe de Carlinhos era pouco cuidadosa com os filhos, gastava o dinheiro que recebia em bilhetes de loteria e roupas para si. O pai também entrou na lista de suspeitos, pois encontrava-se em sérias dificuldades financeiras e teria montado o falso sequestro para arrecadar dinheiro.
Nos dias seguintes, a Delegacia de Roubos e Furtos, coordenadora das investigações, recebeu diversas informações falsas por telefone. Uma ligação anônima, porém, indicou a casa de número 1908 da Rua Barão de Petrópolis como sendo o primeiro local para onde Carlinhos teria sido levado após o sequestro. A pessoa que telefonou afirmou ter visto um homem subindo em direção ao casebre no dia do sequestro, em companhia de um menino. A placa do veículo em que ambos chegaram ao local fora anotada pelo informante: TA0206, um táxi Opala. A polícia encontrou a casa vazia, sem nenhum móvel, apenas com um pacote de velas.
Uma semana depois do sequestro, a polícia prendeu Ademar Augusto de Fraga Filho, vulgo "Capoeira", ex-agente da Polícia Judiciária, e um estelionatário como novos suspeitos. O motivo do crime teria sido vingança por parte de um grupo de contrabandistas que teriam sido lesados pelo pai de Carlinhos. De acordo com a polícia, Ademar usaria o dinheiro do resgate para fugir do país, já que era procurado, acusado de pertencer ao Esquadrão da Morte. Também foram ouvidos o contrabandista José Pereira de Brito e Júlio de Carvalho, que havia realizado o sequestro de um menino em 1966 e fora convocado pela polícia para fazer um exame grafotécnico.
No dia 10, mais sete pessoas (seis homens e uma mulher), funcionários das clínicas Dr. Filizzola e Instituto Fleming, ambas vizinhas à casa de Carlinhos, foram presas para serem interrogadas. Dois dias depois, Maria Margarida da Silva, secretária da empresa de João Mello e filha da mulher presa, confessou ser a autora intelectual do sequestro de Carlinhos. Margarida teria fornecido o bloco de papel utilizado para o bilhete dos sequestradores. Sua justificativa para o sequestro seria a de usar o dinheiro para cobrir o desfalque que dera na empresa farmacêutica onde trabalha. A versão foi desmentida pelas autoridades encarregadas das investigações.
O possível sequestrador ligou para o número à disposição da população e marcou um novo local: o Portão 18 do estádio do Maracanã, numa área próxima à estátua de Bellini. Um forte esquema policial foi montado, porém ninguém apareceu. Os sequestradores não entraram mais em contato, o que levou a conclusão da polícia de que o sequestro não foi praticado por motivo de dinheiro.
A ausência de pistas concretas levou os policiais civis à paranoia. Teodorico Murta, comissário da 9.ª Delegacia, foi fotografado por jornalistas vestindo roupas de mulher, afirmando que iria investigar alguns suspeitos. Tal iniciativa resultou na suspensão de suas funções por 90 dias. Mesmo punido, continuou suas investigações por conta própria, porém foi assassinado anos mais tarde.
Na ânsia de solucionar o caso, um grupo de policiais torturou e prendeu a lavadeira Ranulfa da Silva. Os policiais queriam que ela denunciasse Antônio Costa da Silva (vulgo "Pitoco"), seu ex-amante e que trabalhou com ela na casa de Carlinhos havia dois anos, como autor do sequestro. Antônio e Ranulfa haviam discutido e sido demitidos por João Mello, além de haver a hipótese de se tratar de crime passional (a polícia levantou a possibilidade de João Mello também ser amante de Ranulfa). Posteriormente, Antônio foi capturado e apresentado à imprensa como um dos sequestradores.
Em janeiro de 1974, o assaltante Adilson Cândido da Silva entregou-se à polícia, alegando ser o sequestrador de Carlinhos e ter jogado o corpo do menino ao mar, a pedido de João Mello da Costa. Seis meses depois do crime, uma ossada encontrada na praia da Engenhoca, Ilha do Governador, levantou a suspeita de que pudesse se tratar de Carlinhos. A ossada, resgatada por um pescador português em local citado por Adílson em seu depoimento, estava enrolada em arames amarrados juntamente a um mourão de concreto de aproximadamente um metro de comprimento. Comprovou-se posteriormente que a ossada não era de Carlinhos.

### Inquérito policial
O inquérito policial para apurar o sequestro de Carlinhos só foi aberto oficialmente em 26 de março de 1977, três anos e meio depois de o fato ter ocorrido. Antes disso, só existia um procedimento investigatório. Os delegados Jorge Gomes Sobrinho e Rogério Marchezini, da Delegacia de Roubos e Furtos, foram designados para o cargo. Os policiais ouviram todos os suspeitos, além de João Mello e seus ex-funcionários. A conclusão do inquérito foi divulgada em 25 de novembro de 1977.
Quatro anos após o sequestro, Vera Lúcia relatou à polícia que reconheceu Sílvio Azevedo Pereira, funcionário do laboratório do pai, como sequestrador. No dia do crime, Vera Lúcia afirma ter sentido um cheiro forte, semelhante ao dos produtos farmacêuticos manipulados no laboratório de João Mello. Sílvio chegou a ser condenado na 17.ª Vara Criminal a 13 anos de prisão, em 30 de dezembro de 1985, mas seus advogados recorreram da sentença e ele foi absolto.

### Indícios
A pessoa seria conhecida da família, pois os três cães, Negrinho, Claise, e Suzi, não tiveram nenhuma reação ao invasor. Também conhecia o local onde estava situada a caixa de luz da casa. O portão lateral da casa, que normalmente ficava fechado, estava aberto e foi por onde o sequestrador teria entrado.
A residência escolhida não possuía telefone para o contato com sequestradores e, de fato, não houve contato após o crime. Os pais de Carlinhos estavam praticamente separados na época.

### Contradições
Abel Alves da Silva declarou ter visto Carlinhos e o sequestrador entrarem em um táxi Volkswagen vermelho, de 4 portas, parado próximo à casa do menino. O veículo teria partido em seguida. Contou também que, pouco antes, havia visto um desconhecido descer do táxi e entrar no matagal, o homem supostamente perseguido pelo patrão. João Mello, a mulher e os filhos negaram ter visto um táxi perto de casa quando o sequestrador saiu com o menino. Além disso, ao avisar os policiais sobre o caso, Abel apresentou-se como vizinho de João Mello, quando, na verdade, residia em Duque de Caxias, Baixada Fluminense.